# Shannon Szabados
Shannon Lynn Szabados (Edmonton, 6 augustus 1986) is een Canadees ijshockeyster. Ze nam met het Canadese ijshockeyteam deel aan drie edities van de Olympische Winterspelen: Vancouver 2010, Sotsji 2014 en Pyeongchang 2018. Szabados won met het team twee keer de olympische gouden medaille (in 2010 en 2014) en één keer de olympische zilveren medaille (in 2018).

## Biografie
Szabados was op negenjarige leeftijd het eerste meisje dat meespeelde in de Brick Super Novice Tournament, gehouden in de West Edmonton Mall. Ze was ook als vijftienjarige de eerste vrouw die meedeed aan de Calgary Mac's AAA midget hockey tournament.
In 2002 werd ze de eerste vrouw die speelde in de Western Hockey League. Na vier oefenwedstrijden met de Tri-City Americans maakte Szabados de overstap naar de Alberta Junior Hockey League. Tijdens haar eerste wedstrijd op 2 oktober 2002 met de Sherwood Park Crusaders won ze niet alleen, maar voorkwam ze ook dat de tegenstander wist te scoren. Doordat ze had meegedaan met een trainingskamp van de WHL, mocht ze echter niet spelen in de National Collegiate Athletic Association.
In plaats daarvan sloot Szabados zich aan bij het mannenteam van de MacEwan University. Ze werd in 2007 toegevoegd aan het nationale ijshockeyteam. Met het team won ze één keer goud (2012), vier keer zilver (2009, 2011, 2013, 2017) en één keer brons (2019) op het WK. Tevens nam ze drie keer deel aan de Olympische Winterspelen: in 2010 en 2014 won ze goud, in 2018 zilver.
Ze tekende in 2018 een contract bij de Buffalo Beauts.

## Privé
Szabados is sinds augustus 2019 getrouwd en is moeder van één dochter. Ze was vanaf 2012 eerder gehuwd.
1998:  Verenigde Staten · 
2002:  Canada · 
2006:  Canada · 
2010:  Canada · 
2014:  Canada · 
2018:  Verenigde Staten · 
2022:  Canada